# Coupe d'Union soviétique de football 1967-1968
Navigation
Édition 1966-1967 Édition 1969
La Coupe d'Union soviétique 1967-1968 est la 27e édition de la Coupe d'Union soviétique de football. Elle se déroule entre le 26 mars 1967 et le 8 novembre 1968.
La finale se joue le 8 novembre 1968 au Stade Lénine de Moscou et voit la victoire du Torpedo Moscou, qui remporte sa quatrième coupe nationale aux dépens du Pakhtakor Tachkent. Ce succès lui permet par ailleurs de se qualifier pour la Coupe des coupes 1969-1970.

## Format
Un total de 242 équipes issues des trois premières divisions soviétiques prennent part à la compétition. Cela inclut les 20 participants à la première division 1968 ainsi que 78 des 84 pensionnaires du deuxième échelon 1968, tandis que le reste des participants est issu de la troisième division de 1967 pour les clubs russes, ou de 1968 pour les autres.
Le tournoi se divise en deux grandes phases. Dans un premier temps, une phase préliminaire est disputée entre les équipes de la troisième division, qui sont réparties en neuf groupes géographiques sous la forme de mini-tournois afin de déterminer pour chaque une seule équipe qui se qualifie pour la phase finale. La phase finale, qui concerne donc 107 équipes et voit l'entrée en lice des clubs des deux premières divisions, se divise quant à elle en huit tours, à l'issue desquels le vainqueur de la compétition est désigné.
Les premiers tours de la phase préliminaire sont joués dès le printemps 1967 avec les équipes russes de la troisième division, alors que l'édition 1966-1967 n'est pas encore terminée, tandis que la phase finale ne démarre qu'à partir du mois d'avril 1968 et voit alors l'entrée en lice des clubs des deux premières divisions de la saison 1968. En raison de cet écart temporel, un certain nombre de clubs de troisième division éliminés lors de la phase préliminaire de 1967 ont pu réintégrer la compétition en tant qu'équipes du deuxième échelon lors de la phase finale de 1968. Ce cas de figure concerne onze équipes.
Chaque confrontation prend la forme d'une rencontre unique jouée sur la pelouse d'une des deux équipes. En cas d'égalité à l'issue du temps réglementaire d'un match, une prolongation est jouée. Si celle-ci ne suffit pas à départager les deux équipes, le match est rejoué ultérieurement.

## Phase finale

### Seizièmes de finale
Les rencontres de ce tour sont jouées entre le 16 et le 28 juin 1968. Il voit l'entrée en lice des équipes de la première division 1968.
| Date         | Locaux                    | Score    | Visiteurs                      |
| ------------ | ------------------------- | -------- | ------------------------------ |
| 16 juin 1968 | Sokol Saratov (D2)        | 2 - 1    | (D1) Ararat Erevan             |
| 17 juin 1968 | Dinamo Batoumi (D2)       | 0 - 2    | (D1) Pakhtakor Tachkent        |
| 27 juin 1968 | SKA Kiev (D2)             | 1 - 0    | (D1) Dinamo Kirovabad          |
| 27 juin 1968 | Moldova Kichinev (D2)     | 1 - 2 ap | (D1) Dinamo Minsk              |
| 27 juin 1968 | Kouzbass Kemerovo (D2)    | 3 - 0    | (D1) Zénith Léningrad          |
| 27 juin 1968 | Ouralmach Sverdlovsk (D2) | 3 - 0    | (D1) Tchernomorets Odessa      |
| 27 juin 1968 | Stroïtel Oufa (D2)        | 1 - 3    | (D1) Neftchi Bakou             |
| 28 juin 1968 | Stroïtel Achkhabad (D2)   | 3 - 0 ap | (D1) Krylia Sovetov Kouïbychev |
| 28 juin 1968 | CSKA Moscou (D1)          | 4 - 1    | (D1) Lokomotiv Moscou          |
| 28 juin 1968 | Spartak Soumy (D3)        | 1 - 3    | (D1) Kaïrat Alma-Ata           |
| 28 juin 1968 | Neftianik Fergana (D3)    | 0 - 2    | (D1) Torpedo Moscou            |
| 28 juin 1968 | Dinamo Tbilissi (D1)      | 3 - 0    | (D1) SKA Rostov                |
| 28 juin 1968 | Dinamo Léningrad (D2)     | 1 - 4    | (D1) Chakhtior Donetsk         |
| 28 juin 1968 | Dinamo Kiev (D1)          | 3 - 0    | (D1) Spartak Moscou            |
| 28 juin 1968 | Zaria Lougansk (D1)       | 3 - 1    | (D1) Torpedo Koutaïssi         |
| 28 juin 1968 | Kouban Krasnodar (D2)     | 0 - 3    | (D1) Dinamo Moscou             |

### Huitièmes de finale
Les rencontres de ce tour sont jouées les 23 et 24 juillet 1968.
| Date            | Locaux                    | Score    | Visiteurs               |
| --------------- | ------------------------- | -------- | ----------------------- |
| 23 juillet 1968 | Chakhtior Donetsk (D1)    | 1 - 0    | (D1) Dinamo Kiev        |
| 23 juillet 1968 | SKA Kiev (D2)             | 5 - 2    | (D2) Kouzbass Kemerovo  |
| 23 juillet 1968 | Neftchi Bakou (D1)        | 3 - 0    | (D2) Stroïtel Achkhabad |
| 23 juillet 1968 | Kaïrat Alma-Ata (D1)      | 2 - 1    | (D1) Dinamo Moscou      |
| 23 juillet 1968 | Ouralmach Sverdlovsk (D2) | 1 - 0    | (D1) Dinamo Tbilissi    |
| 23 juillet 1968 | Pakhtakor Tachkent (D1)   | 1 - 0    | (D2) Sokol Saratov      |
| 23 juillet 1968 | Dinamo Minsk (D1)         | 0 - 2    | (D1) Zaria Lougansk     |
| 23 juillet 1968 | Torpedo Moscou (D1)       | 2 - 2 ap | (D1) CSKA Moscou        |
| 24 juillet 1968 | Torpedo Moscou (D1)       | 2 - 1    | (D1) CSKA Moscou        |

### Quarts de finale
Les rencontres de ce tour sont jouées le 6 août 1968.
| Date        | Locaux                 | Score | Visiteurs                 |
| ----------- | ---------------------- | ----- | ------------------------- |
| 6 août 1968 | Kaïrat Alma-Ata (D1)   | 2 - 3 | (D1) Neftchi Bakou        |
| 6 août 1968 | Chakhtior Donetsk (D1) | 1 - 0 | (D2) SKA Kiev             |
| 6 août 1968 | Zaria Lougansk (D1)    | 1 - 2 | (D1) Pakhtakor Tachkent   |
| 6 août 1968 | Torpedo Moscou (D1)    | 3 - 1 | (D2) Ouralmach Sverdlovsk |

### Demi-finales
Les rencontres de ce tour sont jouées le 26 août 1968.
| Date         | Locaux                  | Score | Visiteurs              |
| ------------ | ----------------------- | ----- | ---------------------- |
| 26 août 1968 | Neftchi Bakou (D1)      | 0 - 2 | (D1) Torpedo Moscou    |
| 26 août 1968 | Pakhtakor Tachkent (D1) | 3 - 1 | (D1) Chakhtior Donetsk |

### Finale
| Titulaires :    |                           |     |
|                 |                           |     |
|                 | Anzor Kavazachvili        | 89e |
|                 | Aleksandr Tchoumakov (en) |     |
|                 | Viktor Choustikov         |     |
|                 | Leonid Pakhomov (en)      |     |
|                 | Grigori Ianets (ru)       |     |
|                 | David Païs (ru)           | 80e |
|                 | Aleksandr Lenev           |     |
|                 | Eduard Streltsov          |     |
|                 | Vladimir Mikhaïlov (en)   |     |
|                 | Mikhaïl Gerchkovitch (en) |     |
|                 | Iouri Savtchenko (ru)     |     |
|                 |                           |     |
| Remplaçants :   |                           |     |
|                 | Vadim Nikonov             | 80e |
|                 | Mikhaïl Skokov (ru)       | 89e |
|                 |                           |     |
| Entraîneur :    |                           |     |
| Valentin Ivanov |                           |     |

| Titulaires :       |                            |     |
|                    |                            |     |
|                    | Nikolaï Lioubartsev (ru)   |     |
|                    | Sergueï Dotsenko (en)      |     |
|                    | Vladimir Chtern (ru)       |     |
|                    | Viktor Naumenko (ru)       |     |
|                    | Ahrol Inoïatov (ru)        |     |
|                    | Hamid Rakhmatullaev (ru)   |     |
|                    | Viktor Varioukhine (ru)    |     |
|                    | Viatcheslav Bektachev (ru) | 74e |
|                    | Berador Abduraimov         |     |
|                    | Guennadi Krasnitski        |     |
|                    | Bokhadyr Ibraguimov (ru)   |     |
|                    |                            |     |
| Remplaçants :      |                            |     |
|                    | Touliagan Issakov (ru)     | 74e |
|                    |                            |     |
| Entraîneur :       |                            |     |
| Ievgueni Ieliseïev |                            |     |

| Titulaires :    |                           |     |
|                 |                           |     |
|                 | Anzor Kavazachvili        | 89e |
|                 | Aleksandr Tchoumakov (en) |     |
|                 | Viktor Choustikov         |     |
|                 | Leonid Pakhomov (en)      |     |
|                 | Grigori Ianets (ru)       |     |
|                 | David Païs (ru)           | 80e |
|                 | Aleksandr Lenev           |     |
|                 | Eduard Streltsov          |     |
|                 | Vladimir Mikhaïlov (en)   |     |
|                 | Mikhaïl Gerchkovitch (en) |     |
|                 | Iouri Savtchenko (ru)     |     |
|                 |                           |     |
| Remplaçants :   |                           |     |
|                 | Vadim Nikonov             | 80e |
|                 | Mikhaïl Skokov (ru)       | 89e |
|                 |                           |     |
| Entraîneur :    |                           |     |
| Valentin Ivanov |                           |     |

| Titulaires :       |                            |     |
|                    |                            |     |
|                    | Nikolaï Lioubartsev (ru)   |     |
|                    | Sergueï Dotsenko (en)      |     |
|                    | Vladimir Chtern (ru)       |     |
|                    | Viktor Naumenko (ru)       |     |
|                    | Ahrol Inoïatov (ru)        |     |
|                    | Hamid Rakhmatullaev (ru)   |     |
|                    | Viktor Varioukhine (ru)    |     |
|                    | Viatcheslav Bektachev (ru) | 74e |
|                    | Berador Abduraimov         |     |
|                    | Guennadi Krasnitski        |     |
|                    | Bokhadyr Ibraguimov (ru)   |     |
|                    |                            |     |
| Remplaçants :      |                            |     |
|                    | Touliagan Issakov (ru)     | 74e |
|                    |                            |     |
| Entraîneur :       |                            |     |
| Ievgueni Ieliseïev |                            |     |